# 벨라만 해전
벨라만 해전(영어: Battle of Vella Gulf, 일본어: ベラ湾夜戦)는 태평양 전쟁 중인 1943년, 미국과 일본 제국 사이에서 벌어진 해전이다.

## 배경
1943년 7월 13일, 일본 제국 해군이 콜롬방가라 해전에서 승리한 이후로 일본군은 뉴조지아 제도에 지속적으로 병력을 증강시켰다. 특히 7월 19일, 7월 29일, 8월 1일 3차례 도쿄 익스프레스를 이용해 일본군은 솔로몬 제도 콜롬방가라섬의 빌라항에 성공적으로 물자를 하역시켰다.
8월 5일, 미군에 의해 뉴조지아 제도 남서쪽 문다섬의 비행장이 점령당했다. 일본군은 이에 대한 대응으로 가까이에 있는 콜롬방가라섬에 병력과 물자를 보내기로 결정했다.
한편 미군은 일본에서 물자를 보낸다는 소식을 입수했으나 콜롬방가라 해전에서 월튼 아인즈워스 제독 휘하의 순양함 3척이 피해를 입으며 당장 사용할 수 있는 순양함이 부족했다. 그들이 당장 사용할 수 있는 함선들은 무스브러거 중령 휘하의 제12구축전대밖에 없었다.
결국 윌킨슨 중령은 무스브러거 중령이 12구축전대를 이끌고 도쿄 익스프레스를 저지하는 것을 허가했다. 무스브러거 중령은 15구축전대를 지휘하고 있는 로저 심슨 중령과 함께 31.2임무전대, 즉 TG를 형성했다.

## 세력
일본 해군의 경우 총 4척의 구축함을 보유하고 있었다. 이중 하기카제와 아라시는 제4구축대에 소속되어 있었고, 카와카제와 시구레는 각각 24와 27구축대에 소속되어 있었다. 기함 하기카제에 스기우라 제독은 승선해 있었다. 한편 시구레는 호위 임무를 배정받아서, 물자나 병력들을 전혀 싣지 않았다.
미 해군의 경우에는 총 6척의 구축함을 보유하고 있었다. 12구축전대에는 던랩, 크레이븐, 마우리가 소속되어 있었으며 기함은 던랩이었다. 15구축전대는 랭, 스테렛, 스택이 소속되어 있었으며 심슨 중령은 스테렛에 승선해 있었다.

## 전개

### 서막
8월 6일 아침 11시 30분에 미국 해군 함대가 퍼비스 베이에서 출항했다. 이들은 퍼비스 베이에서 북상하기 시작했다. 31.2TG가 출항한지 7시간 정도 지난 후 미군 항공기가 일본군의 도쿄 익스프레스를 발견했다. 스기우라 제독은 자신들이 미군 정찰기에게 발견된 것을 알았지만 크게 신경쓰지 않았다.
31.2TG는 10시 28분이 되자 블랙켓 해협에 진입했다. 이들은 해협을 수색했으나 어떤 것도 발견하지 못하고 11시 23분이 되자 30도 변침해서 벨라만으로 북상하기 시작했다. 12구축전대는 15구축전대의 서쪽 500m 거리에서 나란히 항해했다. 같은 시간 일본군 역시 벨라만 북쪽에 진입하기 시작했다.

### 전투
11시 33분, 31.2TG의 기함이었던 던랩이 가장 먼저 일본 함대를 SG레이더에서 발견했다. 서서히 두 세력이 가까워지면서 다른 미국 해군 구축함들도 일본 함대를 식별해내기 시작했다. 무스브러거 중령은 15구축전대에게 좌현으로 크게 변침하라는 명령을 내렸다. 이는 일본군 구축함들과 T 모양 진형을 이루어서 효과적으로 포격하려는 의도였다. 동시에 자신의 12구축전대는 어뢰를 어뢰 발사관에 장전했다. 11시 41분이 되자 양 함대는 6,000m까지 가까워졌고, 무스브러거 중령은 어뢰를 발사하라는 명령을 내렸다.
명령과 동시에 구축함 3척에서 어뢰가 물속으로 튀어 나갔다. 총 24발의 어뢰였다. 12구축전대는 일본군의 역습을 피하고자 우현으로 급격하게 변침했다. 어뢰들은 3~4분 정도를 일본 함대를 향해 항주했다.
한편, 일본 함대는 30노트의 속력으로 남남서 165도로 이동 중이었다. 11시 43분에 갑작스럽게 견시들의 보고가 올라왔다. 스기우라 대좌도 이쯤 되자 미국이 어뢰정이 아닌 구축함을 출격시켰다는 것을 깨달았다. 하지만 어뢰를 발견한 때는 이미 늦었을 때였다.
11시 44분, 3발의 어뢰가 아라시의 기관실에 명중하면서 폭발했다. 이어서 비슷한 시간에는 바로 카와카제의 탄약고에 어뢰 3발이 명중하며 선수가 파괴됐다. 하기카제도 어뢰를 피해 갈 수는 없었다. 5발의 어뢰가 기관실에 골고루 명중하면서 하기카제 역시 무력화되었다. 가장 뒤에 있던 시구레는 참화를 피할 수 있었다. 11시 45분에 8발의 어뢰를 발사해 반격했으나 단 한 발도 명중하지 않았다. 그럼에도 시구레에 승선해 있던 하라 제독은 시구레가 미군 구축함을 적어도 1척 이상 격침했다고 믿고 후퇴했다.
한편, 이전에 좌현으로 240도 변침했던 15구축전대는 11시 47분부터 포격을 시작했다. 특히 15구축전대의 스택은 어뢰를 발사하여, 겨우 떠 있던 카와카제를 격침시켰다. 카와카제는 이날 참전한 구축함 중 11시 52분에 가장 먼저 침몰했다. 11시 55분, 12구축전대 역시 포격에 가세했다.
0시 10분이 되면서 집중 포격을 맞은 아라시의 탄약고가 폭발했다. 무스브러거 중령은 곧 전과에 만족하며 자신의 15구축전대를 후퇴시켰고, 12구축전대는 마지막까지 떠 있던 하기카제에게 포격을 계속했다. 하기카제는 0시 18분에 침몰했다.

## 결과

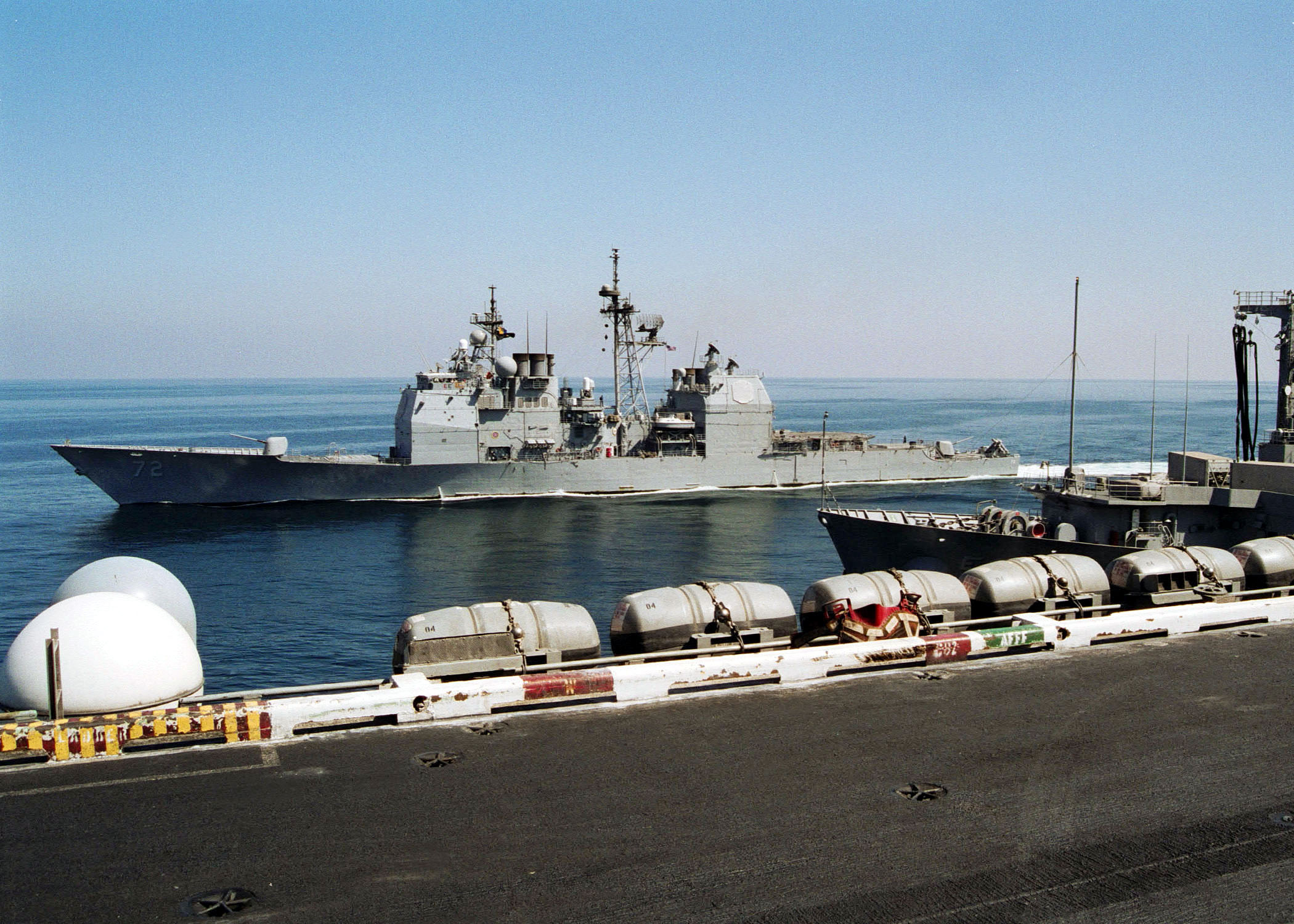
타이콘데로가급 순양함 CG-72 벨라 걸프.

1,210명의 일본 장병이 전사했는데, 이들 중 900명은 육군 장병이었다. 그나마 살아남은 것은 스기우라 제독을 포함한 310명이었다. 이 결과는 일본군에게 충격적이었고, 결국 이 전투는 이후 일본군의 콜롬방가라 철수의 하나의 원인이 되었다.
미군은 이 전투 후 일종의 야전에서도 일본군을 막을 수 있다는 자신감을 가지게 되었다. 미군의 SG 레이더도 큰 역할을 했으며, 알레이 버크 제독이 창안한 전술 역시 큰 역할을 했다.
현대에 타이콘데로가급 순양함인 CG-72 벨라 걸프가 이 해전의 이름을 따서 지어졌다.